# Dokumentalistika
Dokumentalistika (anglicky documentation) je „teoretický a praktický obor zabývající se systematickým sběrem, pořádáním, vyhledáváním a distribucí zaznamenaných informací, obvykle ve specifických vědních oborech nebo disciplínách.“ Obor vznikl na přelomu 19. a 20. století a je považován za součást informační vědy.
Za zakladatele dokumentalistiky jsou považováni dva belgičtí právníci – Paul Otlet a Henri La Fontaine. Společně založili Mezinárodní bibliografický ústav v Bruselu a pokusili se zpracovat celosvětovou knižní produkci . S nárůstem různorodosti knihy vzniká potřeba zpracovávat a uspořádávat nové poznatky a zkušenosti (patenty, právní dokumenty, šedá literatura, atlasy, tabulky, diagramy, kresby, fotografie,…). V roce 1907 vymyslel Paul Otlet pro nově vznikající nosiče informací označení dokument.